# Chór Kameralny „Adoramus”
Chór Kameralny „Adoramus” – powstał w 1991 roku na bazie działającego w Słubicach i Frankfurcie Nad Odrą Międzynarodowego Chóru Dziecięcego „Przyjaźń”. Od początku istnienia zespołu dyrygentem jest Barbara Weiser.
Obecnie chór działa pod patronatem Słubickiego Towarzystwa Muzycznego. Po kilku latach działalności chór przyjął, zaproponowaną przez Piotra Kulczyckiego, nazwę „Adoramus” – pochodzącą od łacińskiego adoramus, czyli wielbimy (od tego samego słowa pochodzi polskie adoracja czy adorować). Nazwą tą posługuje się do dziś.
Zespół brał udział w Międzynarodowych Festiwalach Chóralnych w Szczecinie i Oskarshamn (Szwecja), w „Międzynarodowych Spotkaniach Chóralnych” w Gorzowie Wlkp. „Festiwalu Muzyki Dawnej” w Świeradowie-Zdroju oraz w „Międzynarodowym Festiwalu Muzyki Odnalezionej” w Tarnowie. Chór brał również udział w festiwalu „Wschód-Zachód-Zbliżenia” w Radomsku oraz w konkursie „Legnica Cantat 36”, gdzie otrzymał wyróżnienie.
Chór Kameralny „Adoramus” jest współorganizatorem odbywających się cyklicznie „Koncertów Noworocznych” oraz koncertów w ramach Międzynarodowych Spotkań Muzycznych „Musica Autumna – Muzyka Jesieni” w Słubicach.

## Osiągnięcia
- 1993 – III miejsce na „Ogólnopolskim Przeglądzie Chórów” w Bydgoszczy
- 1994 – II miejsce na konkursie chóralnym w Gnieźnie
- 1999 – Międzynarodowy Festiwal Muzyki Religijnej im. Ks. Stanisława Ormińskiego w Rumi – II miejsce
- 2005 – 36 Ogólnopolski Turniej Chórów „Legnica Cantat” – Wyróżnienie
- 2007 – 42 Międzynarodowy Festiwal Pieśni Chóralnej w Międzyzdrojach – Brązowy dyplom
- 2008 – Europejska Nagroda Chóralna przyznana przez Fundację „Pro Europa”, której patronuje Rada Europy i Parlament Europejski[2]

## Repertuar
W repertuarze chóru można znaleźć pieśni ludowe oraz dzieła kościelne i świeckie z różnych krajów i epok oraz dzieła: Castelnuovo-Tedesco „Romancero Gitano”, M.A. Charpentier „Te Deum”, P. Łukaszewski „Litania do Męczenników Miedzyrzeckich”, W.A. Mozart „Missa Brevis B-dur KV 275”, „Msza Koronacyjna”, „Requiem”, C. Orff „Carmina Burana”, J. Rutter „Magnificat”, G. Rossini „La Petite Messe Solennelle”, F. Schubert „Messe G-dur”, A. Vivaldi „Gloria”

## Nagrania
- 1998 – „Kolędy Polskie”
- 2000 – „Adoramus et Tippelklimper”
- 2003 – „Ich bin dabei”
- 2003 – „Frankfurt (AllStars)”